# Chuapa
Chuapa (em francês: Tshuapa) é uma província da República Democrática do Congo. Criada pela Constituição de 2006 e instalada em 2009, desmembrada da antiga Equador. Sua capital é a cidade de Boende. Possui 1 316 955 habitantes.